# Ringo Hirth

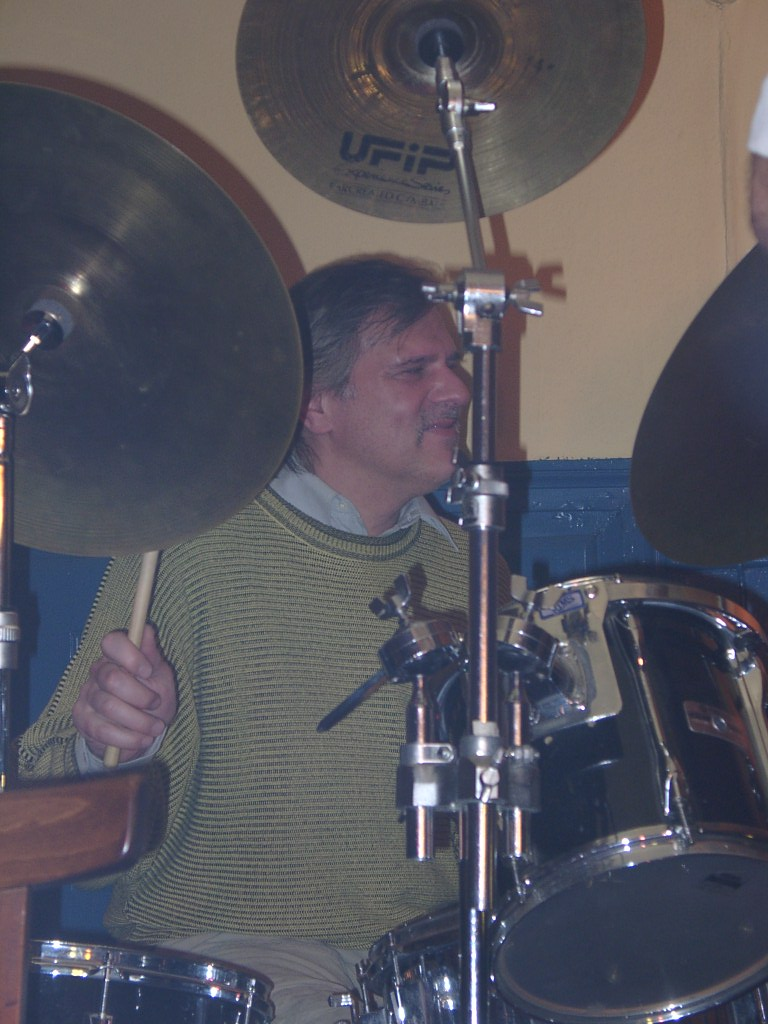
Ringo Hirth 2002

Reinhold „Ringo“ Hirth (* 1950) ist ein deutscher Schlagzeuger, der sich in den Genres der Jazz-, Rock- und Popmusik betätigt.

## Leben und Wirken
Ringo Hirth begann seine Musikerkarriere in den 1960er Jahren in Gaggenau bei der Band The Ghostmen. Er wechselte nach Heidelberg zum Studium der Germanistik, wo er 1972 bei Coupla Prog und dann in verschiedenen Rock- und Jazzbands spielte, unter anderem bei Brassy Brew. Anfang der 1980er-Jahre nahm er mit Matthias Thurow und mit der Formation Herrgottsax auf, der u. a. Büdi Siebert, Albert May er-Mikosch, Horst Götz, Thomas Rabenschlag, Martin Schrack, sowie Bernd Konrad und Wolfgang Dauner angehörten (Album Selbold Selergesichts sündige Saxophone, Eigelstein 1981), dann mit Lerryn und mit Friedemann (Voyager in Expanse). Ab Ende des Jahrzehnts gehörte er dem Trio von Eugen Cicero (mit Aladár Pege Humoresque in Budapest, 1989; Phoenix, 1992) an, später Decebal Badila auf dem Album Lullabies (1995). Unter eigenem Namen nahm er mit Koono und Günter Lenz auf (The Music of Change), 1991.  Er trat später mit Musikern wie Horst Jankowski und Biréli Lagrène auf, mit dem er in Nordamerika, Afrika und Japan tourte. Als Studiomusiker arbeitete er außerdem mit Hubert Kah, Ray Austin, Anne Haigis, Lydie Auvray, Kitty Winter, Joy Fleming (CD Live), Christian Straube und Marion La Marché. Hirth lebt in Speyer, wo er seit 2000 eine Perkussionschule leitet.